# Politikåret 1909

## Händelser

### Februari
- 10 februari - Rösträtten för män godkänns slutligen av Sveriges riksdag. Inkomststrecket på 800 kronor per år slopas men rösträttsåldern höjs från 21 till 24 år.

### Mars
- 4 mars – William Howard Taft tillträder som USA:s president.[1]
- 14 mars - Det svenska Riksförbundet mot osedlighet konstitueras.
- 31 mars - Serbien accepterar österrikisk kontroll över Bosnien-Hercegovina.

### April
- 13 april - Den osmanske sultanen Abd ül-Hamid II avsätts efter att hans kontrarevolutionära försök misslyckats. En massaker på armenier i staden Adana är den utlösande faktorn som har fått osmanska regeringen att med överväldigande majoritet ta beslutet. Abd ül-Hamid efterträds av sin bror Mohammed Rechad Effendi som antar namnet Mehmet V.

### Maj
- 26 maj - Den svenska Regeringsrätten inrättas för att minska regeringens arbetsbelastning och för att uppnå ökad rättssäkerhet.

### Juni
- 13 juni - I Sverige införs förbud mot att sälja tobaksvaror på gatan på söndagar.
- 26 juni - Ryske tsaren Nikolaus II besöker Stockholm, varvid en svensk general blir nedskjuten av en ungsocialist, som tror, att det är en rysk officer.

### Juli
- 14 juli
  - Theobald von Bethmann Hollweg efterträder Bernhard von Bülow som Tysklands rikskansler.[2]
  - SAF varslar 80.000 om lockout. LO svarar med varsel om allmän strejk.

### Augusti
- 4 augusti - Storstrejk utbryter i Sverige. Landet är under månaden lamslaget innan en uppgörelse nås.

### September
- 4 september - Då strejkkassorna börjar sina beslutar LO om återgång till arbetet, varmed storstrejken är över. Den är ett nederlag för LO, som förlorar hälften av sina medlemmar (186.226 1907 mot 79.926 1911).

### Oktober
- 11 oktober - Sveriges industriförbund bildas.
- 23 oktober - Sverige tillerkänns Grisbådarna genom internationell skiljedom i tvisten med Norge, som får Sköttegrundet och ön Heja.
- 26 oktober - Generalpresident Hirobumi Ito mördas av en koreansk nationalist. Mordet tas som en intäkt för japansk annektering av Korea.
- 28 oktober - Carl Theodor Zahle efterträder Ludvig Holstein-Ledreborg som Danmarks konseljpresident.[3]

### November
- 8 november - En inofficiell svensk folkomröstning om allmänt rusdrycksförbud uttrycker kraftigt stöd för ett sådant.
- 13 november - Järnbrukslockouten i Sverige upphävs av SAF. Därmed tar den sista resten av storstrejken slut.

### December
- 11 december - Sidney Sonnino efterträder Giovanni Giolitti som Italiens konseljpresident.[4]

### Okänt datum
- Jose Santos Zelaya president i Nicaragua sedan 1893, försöker skapa en centralamerikansk union genom att aktivt intervenera i grannländernas affärer. Detta ogillas av USA som stöder oppositionen mot Zelaya. När några oppositionella avrättas, däribland två amerikaner, ingriper amerikansk militär och störtar Zelaya.

## Val och folkomröstningar
- 1 och 3 maj – Riksdagsval i Finland.
- 25 maj – Folketingsval i Danmark.

## Organisationshändelser
- Okänt datum - Per Albin Hansson förlorar ordförandevalet i Socialdemokratiska Ungdomsförbundet i Sverige. Ny ordförande blir Zeth "Zäta" Höglund.

## Födda
- 1 januari - Barry Goldwater, amerikansk politiker.
- 16 januari - Ewald Johannesson, svensk direktör och riksdagspolitiker (socialdemokrat).
- 22 januari - U Thant, diplomat från Myanmar, FN:s tredje generalsekreterare.
- 9 februari - Dean Rusk, amerikansk politiker, utrikesminister 1961-1969.
- 25 februari - Per Engdahl, svensk nationalistisk politiker.
- 11 juni - Kawdoor Sadananda Hegde, indisk jurist och politiker, talman i Lok Sabha 1977-1979.
- 13 juni - E.M.S. Nambodiripad, indisk kommunistisk politiker.
- 5 juli - Andrej Gromyko, sovjetrysk politiker, utrikesminister.
- 8 juli - Gunnar Heckscher, svensk professor, partiledare och ambassadör.
- 21 september - Kwame Nkrumah, politiker från Ghana.

## Avlidna
- 13 februari - Hugo Egmont Hørring, tidigare statsminister i Danmark
- 21 februari - Hjalmar Palmstierna, svensk friherre, officer, politiker och ämbetsman.
- 26 oktober - Hirobumi Ito Japansk statsman, generalpresident (mördad).

### Fotnoter
1. ↑  ”United States” (på engelska). World Statesmen. http://www.worldstatesmen.org/United_States.html. Läst 24 september 2012.
2. ↑  ”Germany” (på engelska). World Statesmen. http://www.worldstatesmen.org/Germany.html. Läst 31 juli 2015.
3. ↑  ”Denmark” (på engelska). World Statesmen. http://www.worldstatesmen.org/Denmark.html. Läst 2 augusti 2015.
4. ↑  ”Italy” (på engelska). World Statesmen. http://www.worldstatesmen.org/Italy.htm. Läst 31 juli 2015.